# Rete autobus di Trieste
La rete autobus di Trieste è un servizio di trasporto pubblico locale composto da 66 autolinee gestite dalla Trieste Trasporti e dal consorzio TPL FVG. La rete serve prevalentemente il comune di Trieste sebbene diverse linee si estendano anche nel resto della provincia.
La rete comprende solamente linee di tipo urbano, le linee extraurbane per l'aeroporto e per le zone al di fuori della provincia sono gestite dall'APT di Gorizia.

## Storia
La rete autobus iniziò il suo sviluppo negli anni 50, ma è negli anni 70-80 che la rete diventa molto estesa, fatto dovuto alla soppressione dei tram e delle filovie, con il passaggio da rotaia a gomma.
A partire dal 9 novembre 1999 entrarono in servizio i primi autobus articolati da 18 metri (escludendo la già esistente linea per Capodistria e le fasi sperimentali) sulle linee 9 e 10; negli anni successivi gli snodati vennero anche impiegati sulla linea 17/ tra la stazione ferroviaria e l'università, per una forte esigenza dagli studenti di quest'ultima. A partire dal 2009 vennero impiegati gli autobus articolati sulla linea 36 tra il Bivio di Miramare e Piazza Oberdan, prolungata poi a Largo Giardino, ora Largo Tomizza (a fianco del giardino pubblico).
Il 4 luglio 2019, con l'entrata in vigore dell'orario estivo vennero istituite le linee 70, 80 e 90 per le zone balneari di Barcola, Muggia e Sistiana.
A partire dal 14 settembre 2020, con l'entrata in vigore dell'orario invernale vengono aggiunte le nuove linee 51/, 55, 56, 57, 64.
Si decide nel 2020 di sopprimere la linea 80 causa pandemia covid. Quest'ultima torno l'anno successivo.
L'azienda a seguito della chiusura della galleria di Montebello ha eseguito importanti modifiche ai percorsi delle linee che si dirigono nella periferia e nei sobborghi meridionali della città. Troviamo tra queste le linee 20, 21, 40, 41 ed una corsa della linea 29 che vengono deviate tramite il quartiere di San Giacomo; le linee 23 e 34 vengono deviate tramite Via Svevo, mentre la linea 19 è stata temporaneamente soppressa e sostituita dalla linea 34 lungo Via Puccini. Per l'occasione è anche stata istituita la nuova linea notturna 18/ che - per l'appunto - ricopre in parte il percorso della già esistente linea 18 (che svolge il servizio diurno, anch'essa rinforzata) lungo Viale D'Annunzio, la linea D e la linea 5 festiva non subiscono variazioni.
L'azienda ha messo a disposizione un servizio di bus a chiamata a partire da giugno 2022. Il servizio viene svolto lungo il percorso della già esistente linea 51 (che non viene soppressa) assieme alle frazioni di Draga, Pesek, Grozzana, Gropada, Banne, Fernetti, Villa Carsia, Opicina  e Villaggio del Fanciullo.
Viene rifatto a luglio dello stesso anno il nuovo capolinea della 11 in Largo Nassyrya (Ferdinandeo) con modifiche alle fermate delle linee 25 e 26/.
A partire dal 1 luglio 2022 viene istituita la linea 6/ a sostituzione dell'ex 80, tra il Bivio di Miramare e Piazza Oberdan con 4 corse dalle 17 alle 19 ogni 40 minuti da piazza Oberdan e dalle 17:20 alle 19:20 ogni 40 minuti.
Ogni 40 minuti la linea 6 effettua una deviazione all'interno del porto vecchio, con fermata presso il polo museale del magazzino 26.

## Linee
In grigio le linee normali, in verde le provvisori e sostitutive, in azzurro le linee scolastiche, in blu le notturne e le gialle le linee stagionali estive
| Linea | Capolinea 1             | Capolinea 2                             | Percorso (come indicato sul sito della TT) | Note |
| ----- | ----------------------- | --------------------------------------- | --- | --- |
| 1     | Stazione Ferroviaria    | Via Svevo                               | p.za della Libertà (stazione FS) » p.za Oberdan » v. Carducci » p.za Goldoni » p.za del Sansovino » Campo San Giacomo » v. Orlandini » v. Lorenzetti » v. Visinada (palazzetto dello sport) » v. Capodistria » v. Baiamonti » v. Svevo | Festiva: sostituisce la linea 34 |
| 2/    | Opicina                 | Via Galatti                             | Opicina » v. Nazionale » Obelisco » str. nuova per Opicina » v. Commerciale » p.za Alberto e Kathleen Casali » p.za Oberdan (v. Galatti) | |
| 3     | Conconello              | Stazione Ferroviaria                    | Conconello » v. Bellavista » str. Nuova per Opicina » v. Valerio » p.le Europa (Università) » v. Cologna [pendice Scoglietto] » v. Giulia » v. Battisti » v. Carducci » p.za Oberdan » p.za della Libertà (stazione FS) | |
| 3/    | Via Battisti            | San Cilino                              | v. Battisti (gall. Fenice) » v. Giulia » l.go Tomizza » v. di Cologna » v. Severo » ple Europa (università) » v. Valerio » San Cilino | linea provvisoria per smaltire l'alto traffico di studenti universitari sulla linea 3                                                                  |
| 4     | Villa Carsia            | Piazza Oberdan                          | Villa Carsia » Opicina » Obelisco (strada Napoleonica) » str. Nuova per Opicina » v. Valerio » p.le Europa (Università) » [v. Cantù] » v. Fabio Severo [v. del Coroneo] » p.za Oberdan » [p.za Tommaseo]. Nei festivi e serali parte da Piazza Tommaseo, e devia per via Cantù.                                                                         | Festiva e notturna: prolungata da piazza Oberdan a Piazza Tommaseo, transitando per Via Cantù sostituendo la linee 14 e 17                             |
| 5     | Piazza Perugino         | Roiano                                  | p.za del Perugino » v. Conti » v. D’Azeglio » ospedale Maggiore » p.za Goldoni » v. Mazzini » v. Filzi [v. Roma] » v. Udine » Roiano | Festiva: sostituisce la linea 18 |
| 6     | Piazzale Gioberti       | Grignano                                | p.le Gioberti (San Giovanni) » v. Giulia » v. Battisti » v. Carducci » p.za Oberdan » p.za della Libertà (stazione FS) » v.le Miramare » Barcola (lungomare) » Grignano (riva Massimiliano e Carlotta) | |
| 7     | Muggia                  | Lazzaretto                              | Muggia » lungomare Venezia » San Rocco (porto San Rocco) » str. per Lazzaretto » valico di San Bartolomeo » Lazzaretto (confine di Stato) | |
| 8     | Roiano                  | Valmaura                                | Roiano » v.le Miramare » p.za della Libertà (stazione FS) » c.so Cavour » rive » v. di Campo Marzio » passeggio Sant’Andrea » v.le dei Campi Elisi » v. Svevo » v. di Servola » v. Pitacco » v. del Carpineto » v. Valmaura (stadio Rocco, stadio Grezar, Palarubini)                                                                                   | Notturna: limitata in Viale Campi Elisi |
| 9     | Piazzale Gioberti       | Largo Irneri                            | p.le Gioberti » v. Giulia » v. Battisti » v. Carducci » p.za Goldoni » [v. Imbriani] » v. Mazzini » p.za dell’Unità d’Italia (Prefettura, Regione, Comune) » rive » v. di Campo Marzio » l.go Irneri | Estiva: prolungata ai bagni "Ausonia" e "La Lanterna" o "Pedocin", nelle sole corse verso largo Irneri                                                 |
| 10    | Valmaura                | Piazza Tommaseo                         | v. Valmaura » v. dell’Istria (cimiteri) » San Giacomo » v. San Giacomo in Monte » p.za del Sansovino » galleria Scipione de Sandrinelli » p.za Goldoni » v. Mazzini » p.za Tommaseo | |
| 11    | Ferdinandeo             | Corso Italia                            | v. Carlo de Marchesetti (palazzo Ferdinandeo, Mib School of Management) » v. San Pasquale » v. Revoltella » v. Piccardi [v. Rossetti] » v. Pascoli [v. Foscolo] » v. D’Azeglio » ospedale Maggiore » p.za Goldoni » v. Mazzini » c.so Italia | |
| 12    | Piazzale Gioberti       | Parco di San Giovanni Borgo San Pelagio | parco di San Giovanni (ex ospedale psichiatrico) » b.go San Pelagio » p.le Gioberti. Nei festivi non va a Parco San Giovanni. | Festiva: solo tratta Piazzale Gioberti - Borgo San Pelagio                                                                                             |
| 13    | Cattinara (ospedale)    | Raute                                   | Cattinara (ospedale) » v. del Castelliere » Raute. Solo feriale. Nei festivi sostituita dalla linea 22. | Festiva: sostituita dalla linea 22 |
| 14    | Via Cantù               | Piazza Oberdan                          | v. Cantù » v. Fabio Severo » [v. del Coroneo] » p.za Oberdan. Solo feriale. Nei festivi sostituita dalla linea 4. | Festiva: sostituita dalla linea 4 |
| 15    | Piazza Oberdan          | Campo Marzio                            | p.za Oberdan » v. Carducci » p.za Goldoni » galleria Scipione de Sandrinelli » p.za del Sansovino » v. Bramante » v. Tiepolo » v. Besenghi » v. De Amicis » v. Colautti » v. Combi » v. Murat (Università, studi umanistici) | Festiva: sostituisce la linea 16 |
| 16    | Piazza Oberdan          | Campi Elisi                             | p.za Oberdan » v. Carducci » p.za Goldoni » galleria Scipione de Sandrinelli » p.za del Sansovino » v. Bramante » v. Tiepolo » v. Besenghi » v. De Amicis » v. Colautti » v. Schiaparelli » v.le dei Campi Elisi » (v. Von Bruck). Solo feriale. Nei festivi sostituita dalla linea 15.                                                                 | Festiva: sostituita dalla linea 15 |
| 17    | San Cilino              | Via di Campo Marzio                     | San Cilino (v. Alfonso Valerio) » p.le Europa (Università) » v. Fabio Severo [v. del Coroneo] » v. Roma » v. Mazzini » rive » v. Campo Marzio. Solo feriale. | Festiva: sostituita dalla Linea 4 |
| 17/   | San Cilino              | Stazione Ferroviaria                    | [ San Cilino (v. Alfonso Valerio) » p.le Europa (Università) » v. Fabio Severo [v. del Coroneo] » p.za della Libertà (stazione FS). Solo feriale. In inverno anche servizio festivo pomeridiano. | |
| 18    | Via Cumano              | Corso Italia                            | v. Cumano (musei) » v. Tominz » v. Fittke » v.le Ippodromo » p.za Foraggi » v.le D’Annunzio » p.za Garibaldi » l.go della Barriera Vecchia » p.za Goldoni » v. Mazzini » v. Roma » c.so Italia. Feriale serale e festivi sostituita dalla linea 18/. | Festiva: sostituita dalle linee 5 e 18/. |
| 19    | Via Puccini             | Stazione Ferroviaria                    | v. Puccini » Valmaura » v. dell’Istria (cimiteri) » galleria di Montebello » p.za Foraggi » v.le D’Annunzio » p.za del Perugino » v. Conti » v. Pascoli » v. D’Azeglio » ospedale Maggiore » p.za Goldoni » p.za Oberdan » p.za della Libertà (stazione FS). Solo feriale. Nei festivi è sostituita dalla linea 52.                                     | |
| 20    | Muggia                  | Stazione Ferroviaria                    | Muggia » [Farnei] » Aquilinia » v. Flavia » [b.go San Sergio] » Valmaura » v. dell’Istria (cimiteri) » v. Salata » p.za Foraggi » v.le D’Annunzio » p.za Garibaldi » l.go della Barriera Vecchia » v. Carducci » p.za Oberdan » p.za della Libertà (stazione FS)                                                                                        | Notturna: sostituisce la linea 21 |
| 21    | Borgo San Sergio        | Stazione Ferroviaria                    | b.go San Sergio » v. Morpurgo » str. della Rosandra » v. Flavia » Valmaura » cimiteri » galleria Montebello » p.za Foraggi » v.le D’Annunzio » p.za Garibaldi » l.go della Barriera Vecchia » v. Carducci » p.za Oberdan » p.za della Libertà (stazione FS)                                                                                             | Notturna: sostituita dalla linea 20 |
| 22    | Cattinara (ospedale)    | Stazione Ferroviaria                    | Cattinara (ospedale) » v. Forlanini » v. Revoltella » v. Piccardi [v. Rossetti] » v. Stuparich [v. della Ginnastica] » v. Brunner [v. Gatteri] » v. Battisti » v. Carducci » p.za Oberdan » v. Ghega » p.za della Libertà (stazione FS) | Festiva: sostituisce la linea 13 |
| 23    | Wartsila                | Stazione Ferroviaria                    | stabilimento Wärtsilä » zona ind.le » v. Caboto » p.le Cagni » Valmaura » v. dell’Istria » p.za Foraggi » v.le D’Annunzio » p.za Garibaldi » l.go della Barriera Vecchia » v. Carducci » p.za Oberdan » p.za della Libertà (stazione fs). Solo dal lunedì al venerdì.                                                                                   | |
| 24    | San Giusto              | Stazione Ferroviaria                    | San Giusto (cattedrale e castello) » v. San Michele » rive » v. Mazzini » v. Filzi [v. Roma] » v. Ghega » p.za della Libertà (stazione FS) | |
| 25    | Cattinara (ospedale)    | Corso Italia                            | Cattinara (ospedale) » v. de Marchesetti » palazzo Ferdinandeo » San Luigi » v. del Farneto » v. della Ginnastica » p.za Goldoni » v. Mazzini » c.so Italia. Solo feriale. Feriale serale e festivi sostituita dalla linea 26/. | Serale: sostituita dalla 26/. Festiva: sostituita dalla 26/.                                                                                           |
| 26    | Chiadino                | Largo Osoppo                            | [Cattinara] » Chiadino » v. Felluga » San Luigi » v. del Farneto » v. della Ginnastica [v. Gatteri] » v. Carducci [v. Battisti] » p.za Oberdan » v. Udine » sal. di Gretta » l.go Osoppo. Serale feriale e festivo prolungata a Cattinara ospedale. | Serale: prolungata a Cattinara (ospedale) sostituendo la linea 25.                                                                                     |
| 26/   | Cattinara (ospedale)    | Largo Osoppo                            | Cattinara (ospedale) » v. de Marchesetti » palazzo Ferdinandeo » San Luigi » v. del Farneto » v. della Ginnastica [v. Gatteri] » p.za Oberdan » v. Udine » str. del Friuli » l.go Osoppo. Servizio serale feriale e festivo. | Solo serale feriale e festiva: sostituisce la linea 25.                                                                                                |
| 27    | Muggia Vecchia          | Muggia                                  | Muggia Vecchia (basilica) » [Lazzaretto] » Zindis » Muggia » [Farnei] » [l.go della Barriera Vecchia] » [p.za della Libertà] | |
| 28    | Cologna                 | Via Galatti                             | Cologna (v. dei Giaggioli) » v. Commerciale » p.za Alberto e Kathleen Casali » v. Galatti (p.za Oberdan). Solo feriale. Serale feriale e festivi sostituita dalla linea 30. | Festiva e notturna: sostituita dalla linea 30. |
| 29    | Piazza Goldoni          | Via Svevo                               | p.za Goldoni » galleria Scipione de Sandrinelli » galleria San Vito » v. Alberti » v. d’Alviano (c.c. Torri d’Europa) » v. Svevo » v. Baiamonti » v. dei Soncini » Servola » v. Svevo | |
| 30    | Stazione Ferroviaria    | Via Locchi                              | p.za della Libertà (stazione fs) » c.so Cavour » p.za Unità d’Italia (Prefettura, Regione, Comune) » rive » v. San Giorgio » l.go Papa Giovanni » v. Tigor » v. Muzio » v. De Amicis » v. Colautti » v. Schiaparelli » v.le dei Campi Elisi » v. Locchi » [Via dei Giaggioli]. Serale feriale e festivo prolungata a Cologna (sostituisce la linea 28). | Notturna e festiva: sostituisce la linea 28. |
| 31    | Muggia                  | Muggia Vecchia Cerei                    | Cerei » v. di Crevatini » v. D’Annunzio [v.le XXV Aprile] » salita Muggia Vecchia » Muggia Vecchia (basilica) » B.go San Cristoforo » Muggia | |
| 32    | Santa Barbara           | Muggia                                  | Santa Barbara » v. di Santa Barbara » p.le Primo Maggio » Muggia | |
| 33    | Campanelle              | Largo Barriera                          | Campanelle » v. di Campanelle » v. del Molino a Vento » p.za Garibaldi » l.go della Barriera Vecchia | |
| 33/   | Via della Bastia        | Campanelle                              | v. della Bastia (l.go Pestalozzi) » v. del Molino a Vento » str. di Fiume » v. Brigata Casale » v. delle Campanelle » Camapnelle | linea provvisoria per lavori sulla via Campanelle (attiva per lavori alle tubature). Alcune corse sono prolungate al liceo Galvani e in largo Barriera |
| 34    | Via Paisiello           | Largo Barriera                          | v. Paisiello » v. Costalunga » v. della Pace » v. Salata » p.za Foraggi » v.le D’Annunzio » p.za Garibaldi » l.go della Barriera Vecchia | Festiva: sostituita dalla linea 1. |
| 35    | Longera                 | Piazza Oberdan                          | Longera » Sottolongera » str. di Guardiella » v. Giulia » v. Battisti » v. Carducci » v. Carducci (palazzo della Regione) | |
| 35/   | Sottolongera            | Piazza Oberdan                          | Sottolongera » str. di Guardiella » v. Giulia » v. Battisti » v. Carducci » v. Carducci (palazzo della Regione) | |
| 36    | Bivio di Miramare       | Largo Tomizza                           | bivio di Miramare (castello e parco di Miramare) » v.le Miramare (lungomare) » Barcola » v.le Miramare » Roiano » p.za della Libertà (stazione FS) » v. Milano [v. Ghega] » v. Carducci » v. Giulia. Servizio estivo. Dal 2 maggio al 12 settembre. | Solo estiva |
| 37    | Largo Barriera          | Cattinara (ospedale)                    | l.go della Barriera Vecchia » v. del Molino a Vento » str. di Fiume » Cattinara (ospedale) » Altura » b.go San Sergio » v. Flavia » v. dell’Istria » v. del Molino a Vento » l.go della Barriera Vecchia | |
| 38    | Piazza Oberdan          | Via Bonomea                             | p.za Oberdan » v. Udine » sal. di Gretta » v. Bonomea (SISSA – Scuola Internazionale Superiore di Studi Avanzati) | |
| 39/   | Aurisina municipio      | Cattinara (ospedale)                    | Aurisina (municipio) » Aurisina » Santa Croce » Prosecco » Opicina » Trebiciano » Padriciano » Basovizza » Cattinara (ospedale). Solo feriale. | |
| 40    | Dolina                  | Stazione Ferroviaria                    | Dolina » Bagnoli » Domio » str. della Rosandra » Wärtsilä » v. Flavia » Valmaura » v.le D’Annunzio » p.za Garibaldi » l.go della Barriera Vecchia » v. Carducci » p.za Oberdan » p.za della Libertà (stazione FS). | |
| 41    | Dolina                  | Valmaura                                | Dolina » Bagnoli » Sant’Antonio » San Giuseppe della Chiusa » Domio » Borgo San Sergio (via Rosani, via Grego, via Maovaz, via Forti) » via Flavia » piazzale Cagni » Valmaura | |
| 42    | Opicina                 | Piazza Oberdan                          | Opicina » Monrupino » Repen » b.go Grotta Gigante » Monte Grisa » b.go San Nazario » Prosecco » str. del Friuli » sal. di Gretta » Roiano » v.le Miramare » p.za Oberdan | |
| 43    | Ceroglie                | Aurisina                                | Ceroglie » Malchina » Precenico » Ternova » Prepotto » San Pelagio » Aurisina » Visogliano » Sistiana » Duino » Villaggio del Pescatore » San Giovanni al Timavo » Cartiera del Timavo. Solo feriale. | Festiva: sostituita dalla linea 46. |
| 44    | San Giovanni del Timavo | Piazza Oberdan                          | San Giovanni » Cartiera del Timavo » Duino » Sistiana » Aurisina » Santa Croce » Campo Sacro » Prosecco » str. del Friuli » sal. di Gretta » Roiano » v.le Miramare » p.za Oberdan | Festiva: prolungata a San Giovanni di Duino. |
| 46    | Samatorza               | Piazza Oberdan                          | Aurisina » San Pelagio » Prepotto » Ternova » Samatorza » Sales » Rupinpiccolo » Sgonico » Gabrovizza » Prosecco » str. del Friuli » p.za della Libertà » p.za Oberdan. Nei festivi prolungata ad Aurisina Municipio sostituendo la linea 43. | |
| 47    | Domio                   | Muggia                                  | Domio » v. Ressel » v. Muggia » str. Monte d'Oro » v. Flavia » Aquilinia » Zaule » v. Flavia di Stramare » Vignano » Farnei » Muggia | |
| 48    | Largo Barriera          | Cattinara (ospedale)                    | l.go della Barriera Vecchia » v. del Molino a Vento » v. dell’Istria » v. Flavia » b.go San Sergio » Altura » Cattinara (ospedale) » str. di Fiume » v. del Molino a Vento » l.go della Barriera Vecchia | |
| 49/   | Cattinara (ospedale)    | Muggia                                  | Cattinara (ospedale) » San Giuseppe della Chiusa » Sant’Antonio » Moccò » Bagnoli » str. di Monte d’Oro » v. Flavia » Aquilinia » v. Flavia di Stramare » str. provinciale di Farnei » Muggia. Solo feriale. | |
| 51    | Villa Carsia            | Stazione Ferroviaria                    | Area Science Park (campus di Padriciano) » Gropada » Padriciano » Grozzana » Draga Sant’Elia » San Lorenzo » Basovizza » Sincrotrone Elettra » p.za della Libertà (stazione FS) | |
| 51/   | Stazione Ferroviaria    | Circolare                               | p,za della Libertà (stazione FS) » v. Ghega » v. Coroneo [v. Severo] » università » v. Valerio » str. per Basovizza » Basovizza » provinciale del Carso » Area di ricerca » camionale » bivio ad H » p. Libertà | |
| 52    | Valmaura                | Circolare                               | v. Valmaura (stadio Grezar, stadio Rocco, Palarubini) » p.le Cagni » v. Puccini » v. Zandonai » v. di Giarizzole » v. Rossi » v. Miani » v. Valmaura | |
| 55    | Barcola                 | San Cilino                              | Barcola (p.le 11 Settembre 2001) » v.le Miramare » v. Carducci » v. del Coroneo » v. Cantù » v. Valerio » San Cilino (v. Valerio). Solo feriale giorni di scuola. | |
| 56    | Muggia                  | San Cilino                              | Muggia » Farnei » Aquilinia » v. Flavia » p.le Cagni » v. Valmaura » v. dell’istria (cimiteri) » San Giacomo » p.za del Sansovino » p.za Goldoni » v. del Coroneo » v. Fabio Severo » v. Cantù » v. Valerio » San Cilino (Via Valerio). Solo feriale giorni di scuola.                                                                                  | |
| 57    | Piazzale Gioberti       | Aurisina                                | p.le Gioberti » v.le Sanzio » rot. del Boschetto » v. Giulia » v. Battisti » p.za Oberdan » v.le Miramare » v. Santa Teresa » str. del Friuli » Prosecco » Campo Sacro » Santa Croce » Aurisina. Solo feriale giorni di scuola. | |
| 64    | Opicina                 | Piazza Tommaseo                         | Opicina (poligono di tiro a segno) » Opicina (v. nazionale) » str. nuova per Opicina » sal. di Conconello » v. Commerciale » v. Martiri della Libertà » v. Ghega » v. Roma » v. Mazzini » p.za Tommaseo | |
| 70    | Visogliano              | Sistiana mare                           | Visogliano » Sistiana » Sistiana mare. Solo da luglio a metà settembre solo sabato e festivi. | |
| A     | Piazza Goldoni          | Campi Elisi Cattinara (ospedale)        | c.so Italia » p.za Goldoni » v. de Marchesetti (palazzo Ferdinandeo) » Cattinara (ospedale) » p.za Goldoni » v.le dei Campi Elisi. Linea serale e prime corse del mattino. | |
| B     | Piazza Goldoni          | Longera                                 | p.za Oberdan » p.za Goldoni » v. Svevo » Longera » Sottolongera » p.le Gioberti » p.za Goldoni. Linea serale e prime corse del mattino. | |
| C     | Piazza Goldoni          | Barcola Valmaura Cattinara (ospedale)   | p.za Goldoni » Barcola » Valmaura » p.za Goldoni » v. Rio Storto » Cattinara (ospedale) » Altura. Linea serale e prime corse del mattino. | |
| D     | Piazza Goldoni          | Via Cumano Campo Marzio                 | p.za Goldoni » v. di Campo Marzio » v.le dei Campi Elisi » v. Cumano. Linea serale e prime corse del mattino. | |

## Linee soppresse
Negli anni sono state soppresse le seguenti linee:
- 4/
- 4//
- 5/
- 5 rossa
- 6/
- 7/
- 8/
- 9/
- 10
- 10 rossa
- 11/
- 11 rossa
- 18/
- 19/
- 19//
- 19 rossa
- 20/
- 20 rossa
- 21/
- 25/
- 27/
- 29/
- 30/
- 36/
- 39
- 45
- 49
- 50
- 53
- 54
- 60
- 61
- 73
- 73/
- 74
- 75
- 80
- 80
- 90
- 91
- 92
- 93
- 94
- 95